# Aframomum limbatum
Aframomum limbatum är en enhjärtbladig växtart som först beskrevs av Daniel Oliver och D.Hanb., och fick sitt nu gällande namn av Karl Moritz Schumann. Aframomum limbatum ingår i släktet Aframomum och familjen Zingiberaceae. Inga underarter finns listade i Catalogue of Life.